# Gabriel Pérelle
Pour les articles homonymes, voir Pérelle.
Gabriel Nicolas Pérelle, né à Vernon le 7 mars 1604 et mort à Paris le 6 juin 1677, est un graveur français.

## Biographie
Gabriel Pérelle, formé par Daniel Rabel, a réalisé plusieurs centaines de gravures tant d'après ses propres dessins que de ceux de ses concurrents Israël Silvestre, Paul Bril, Jacques Callot, Michel Corneille l'Ancien, Jan Asselijn, Jacques Fouquières, Cornelis van Poelenburgh, Gaspard Poussin ou Sébastien Pontault de Beaulieu. Ces gravures à l'eau-forte et en taille-douce représentent principalement des paysages de la région parisienne, notamment des vues de châteaux, où il introduisait de la variété par l'ajout de ruines et divers accessoires.
Gabriel Pérelle, qui se faisait aider dans son travail par ses deux fils Nicolas (1625-1692) et Adam (1638-1695) et par deux fils de Callot, Adam et Collignon, a également produit des gravures de batailles et de scènes de guerre.
Gabriel Pérelle, qui était également le frère d'un peintre paysagiste travaillant à Orléans, fut le beau-père du peintre René Lonchon.
Gabriel Pérelle était également directeur des plans et cartes du cabinet du roi.
Il commet en général beaucoup plus d'erreurs qu'Israël Silvestre quant à la retranscription des vues des maisons royales.

## Œuvres
- (en) Collection of views of Paris, surrounding castles, and Rome, Paris, s.n., 1685
- Diverses veües et perspectives des fontaines et jardins de Fontaine-bel-eau et autres lieux, s.l.s.n., 1675-1680
- La Galerie d’eau, [S.l.s.n.], 1600s
- Les delices de Versailles et des maisons royales : ou Recueil de vues perspectives des plus beaux endroits des châteaux, parcs & bosquets de Versailles, Trianon, Saint-Cloud, Fontainebleau &c. En deux cent planches, dessinées & gravées pour la plupart par les Perelle, pere & fils. Le tout enrichi de courtes descriptions, par Charles-Antoine Jombert, Paris, Pérelle, 1766
- Gabriel Pérelle collection, Paris, Pierre Mariette, 1600
- Livre de differants deseings de parterres, Paris, P. Mariette et fils ..., 1700
- (en) Perelle’s etchings. Palaces of France, Paris, s.n., 1680s
- Recueil des plus belles veües des maisons royale de France, Paris, de Poilly, 1680-1689
- Veües des belles maisons de France, Paris, Mariette, 1650
- Paysage au pêcheur, 1660, huile sur toile, 42 x 34,4 cm , musée des Beaux-Arts d’Orléans[1].